# Bored to Death (chanson)
Singles de Blink-182
Boxing Day
(2012) She's Out of Her Mind
(2016)
Pistes de California
Cynical
(1) She's Out of Her Mind
(3)
Bored to Death est une chanson du groupe américain de pop punk Blink-182 pour leur septième album studio California. C'est également le premier single de l'album, publié le 27 avril 2016 uniquement en téléchargement.

## Liste des pistes
| Bored to Death | Bored to Death | Bored to Death                                        | Bored to Death | Bored to Death | Bored to Death | Bored to Death | Bored to Death | Bored to Death | Bored to Death |
| No             | Titre          | Auteur                                                | Durée          |                |                |                |                |                |                |
| -------------- | -------------- | ----------------------------------------------------- | -------------- | -------------- | -------------- | -------------- | -------------- | -------------- | -------------- |
| 1.             | Bored to Death | Mark Hoppus, Travis Barker, Matt Skiba, John Feldmann | 3:55           |                |                |                |                |                |                |
| 3:55           |                |                                                       |                |                |                |                |                |                |                |

## Interprètes
- Matt Skiba — chant, guitare
- Mark Hoppus — chant, basse
- Travis Barker — batterie